# Arrondissement Trévoux
Trévoux is een voormalig arrondissement in het departement Ain in de Franse regio Auvergne-Rhône-Alpes. Het arrondissement werd op 17 februari 1800 gevormd om de districten Trévoux, Châtillon-sur-Chalaronne en Montluel te vervangen. Op 10 september 1926 werd het assortiment opgeheven en bij het arrondissement Bourg-en-Bresse gevoegd.

## Kantons
Het arrondissement was samengesteld uit de volgende kantons:
- Kanton Chalamont
- Kanton Châtillon-sur-Chalaronne
- Kanton Meximieux
- Kanton Montluel
- Kanton Saint-Trivier-en-Dombes (nu Saint-Trivier-sur-Moignans)
- Kanton Thoissey
- Kanton Trévoux